# FC 디페르당주 03

FC 디페르당주 03(프랑스어: FC Differdange 03)은 디페르당주를 연고로 하는 룩셈부르크의 축구 클럽이다. 현재는 룩셈부르크 내셔널디비전에 참가하고 있다. 2003년 FA 레드 보이스 디페르당주(FA Red Boys Differdange)와 AS 디페르당주(AS Differdange)가 통합되면서 창단되었다.

## 성적
레드 보이스 디페르당주
- 룩셈부르크 내셔널디비전 7회 우승 (1922–23, 1925–26, 1930–31, 1931–32, 1932–33, 1978–79, 2023-24), 13회 준우승 (1910–11, 1926–27, 1933–34, 1934–35, 1957–58, 1973–74, 1975–76, 1979–80, 1980–81, 1983–84, 1984–85, 2008–09, 2014–15)
- 룩셈부르크 컵 19회 우승 (1924–25, 1925–26, 1926–27, 1928–29, 1929–30, 1930–31, 1933–34, 1935–36, 1951–52, 1952–53, 1957–58, 1971–72, 1978–79, 1981–82, 1984–85, 2009–10, 2010–11, 2013–14, 2014–15), 11회 준우승 (1923–24, 1931–32, 1934–35, 1947–48, 1949–50, 1954–55, 1969–70, 1976–77, 1985–86, 1989–90, 2012–13)

## 선수 명단

### 현역
참고: FIFA 자격 규정에 따라 소속된 국가대표팀 국기를 표시합니다. 선수는 복수의 FIFA 비회원국 국적을 가지고 있을 수 있습니다.
| 번호 | 포지션 | 국적     | 이름            |
| ---- | ------ | -------- | --------------- |
| 5    | DF     |          | 테오 브루스코   |
| 11   | FW     |          | 구스타부 산토스 |
| 14   | DF     |          | 후안 베두레     |
| 19   | FW     | 포르투갈 | 앨리슨 코엘료   |
| 21   | MF     |          | 루도빅 라우치   |
| 25   | DF     |          | 조프레 프란조니 |

| 번호 | 포지션 | 국적 | 이름   |
| ---- | ------ | ---- | ------ |
| 84   | GK     |      | 펠리페 |